# Amphiroa subcylindrica
Amphiroa subcylindrica E.Y. Dawson, 1953  é o nome botânico  de uma espécie de algas vermelhas pluricelulares do gênero Amphiroa.
- São algas marinhas encontradas no México (Pacífico), Mauritânia e Filipinas.

## Sinonímia
Não apresenta sinônimos.